# Sergio García González
Pour les articles homonymes, voir Sergio García et García.
Sergio García González, né le 11 juin 1999 à Ronda, est un coureur cycliste espagnol.

## Biographie

### Débuts
Sergio García González est né le 11 juin 1999 à Ronda (province de Malaga, Andalousie). Sportif dès sa tendre enfance, il pratique d'abord l'athlétisme puis le tennis et le football. Il commence finalement le cyclisme à l'âge de neuf ou dix ans sous l'impulsion de ses frères, eux-mêmes pratiquants. Il prend sa première licence à la Peña Ciclista de Alcalá del Valle,. 
Dans les catégories de jeunes, il se consacre d'abord au VTT,. Il rejoint ensuite les rangs de la Fondation Contador en 2017, deux ans après avoir participé à un camp de détection de l'équipe. En catégorie juniors, il participe notamment au Tour du Valromey, qu'il termine à la 57e place.
En 2019, il montre de bonnes dispositions de grimpeur en terminant dix-huitième du Tour d'Italie espoirs. Au mois de septembre, il signe son premier contrat professionnel avec l'équipe première Kometa, créée la même année, qui évolue au niveau continental.

### Carrière professionnelle
Pour sa première année professionnelle en 2020, il fait ses débuts lors des épreuves du Challenge de Majorque. Il se distingue ensuite sur le Tour de Murcie en terminant huitième du classement général, grâce à une échappée lors de la première étape. En aout, il se classe onzième du Circuit de Getxo, peu de temps après la reprise des compétitions à la suite de la pandémie de Covid-19.
En juin 2021, il remporte le classement de la montagne au Grand Prix de Lugano. En mars 2022, il est échappé sur les Strade Bianche. Cependant il n'est pas conservé par ses dirigeants à l'issue de cette saison. Sergio García décide alors de rejoindre l'équipe continentale portugaise Glassdrive-Q8-Anicolor en 2023. 

## Classements mondiaux
| Année                                 | 2020 | 2021 | 2022  |
| ------------------------------------- | ---- | ---- | ----- |
| Classement mondial                    | 726e | nc   | 2288e |
| UCI Europe Tour                       | 581e | nc   | 1436e |
|                                       |      |      |       |
| Légende : nc = non classéSource : UCI |      |      |       |